# 大同電鍋

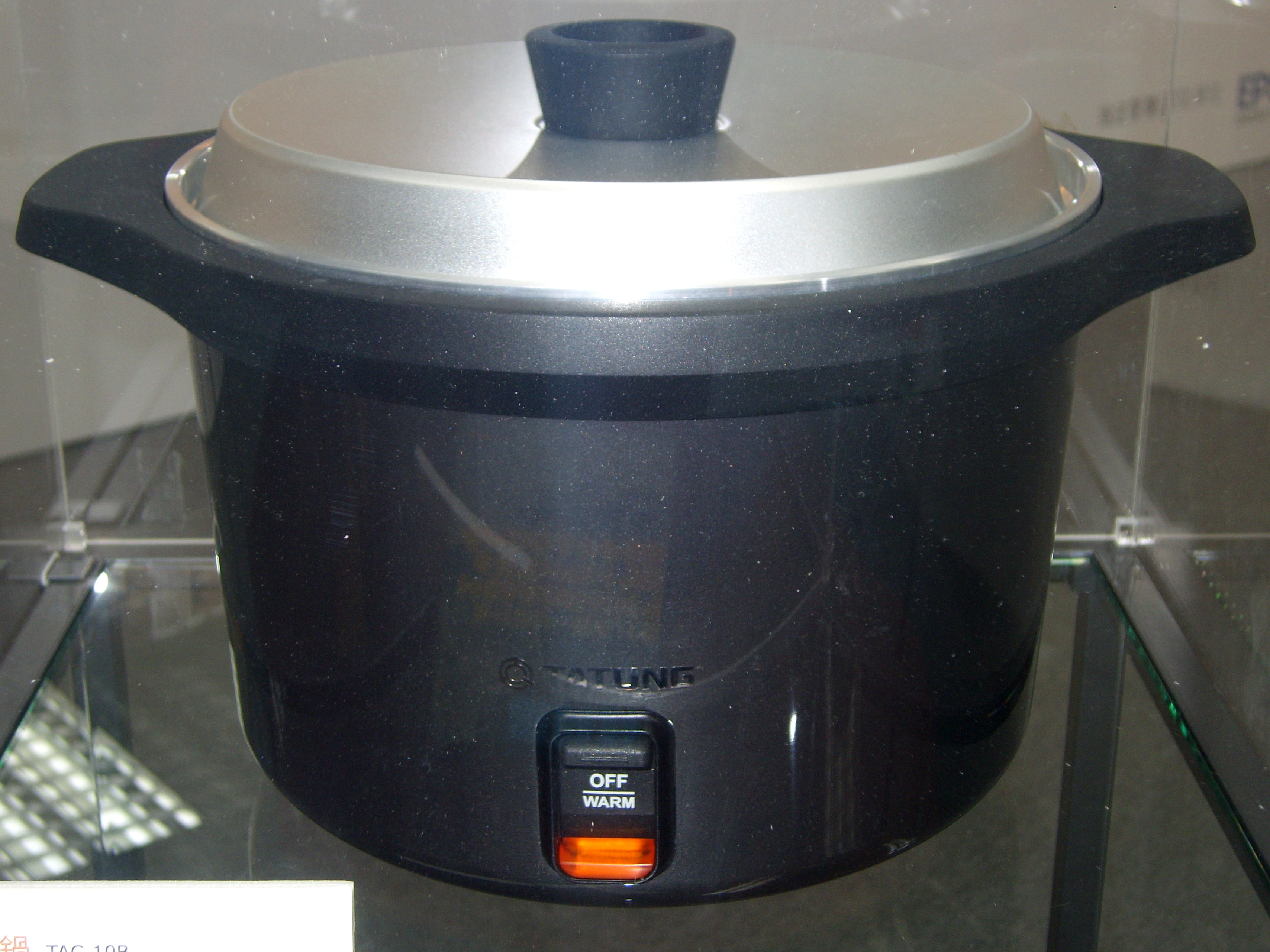
新型的大同電鍋TAC-10B，外觀較舊型更具新潮感，但按揵仍維持固有特色－「單純」。此型電鍋曾獲得2008年度國際論壇設計（iF）的產品設計獎

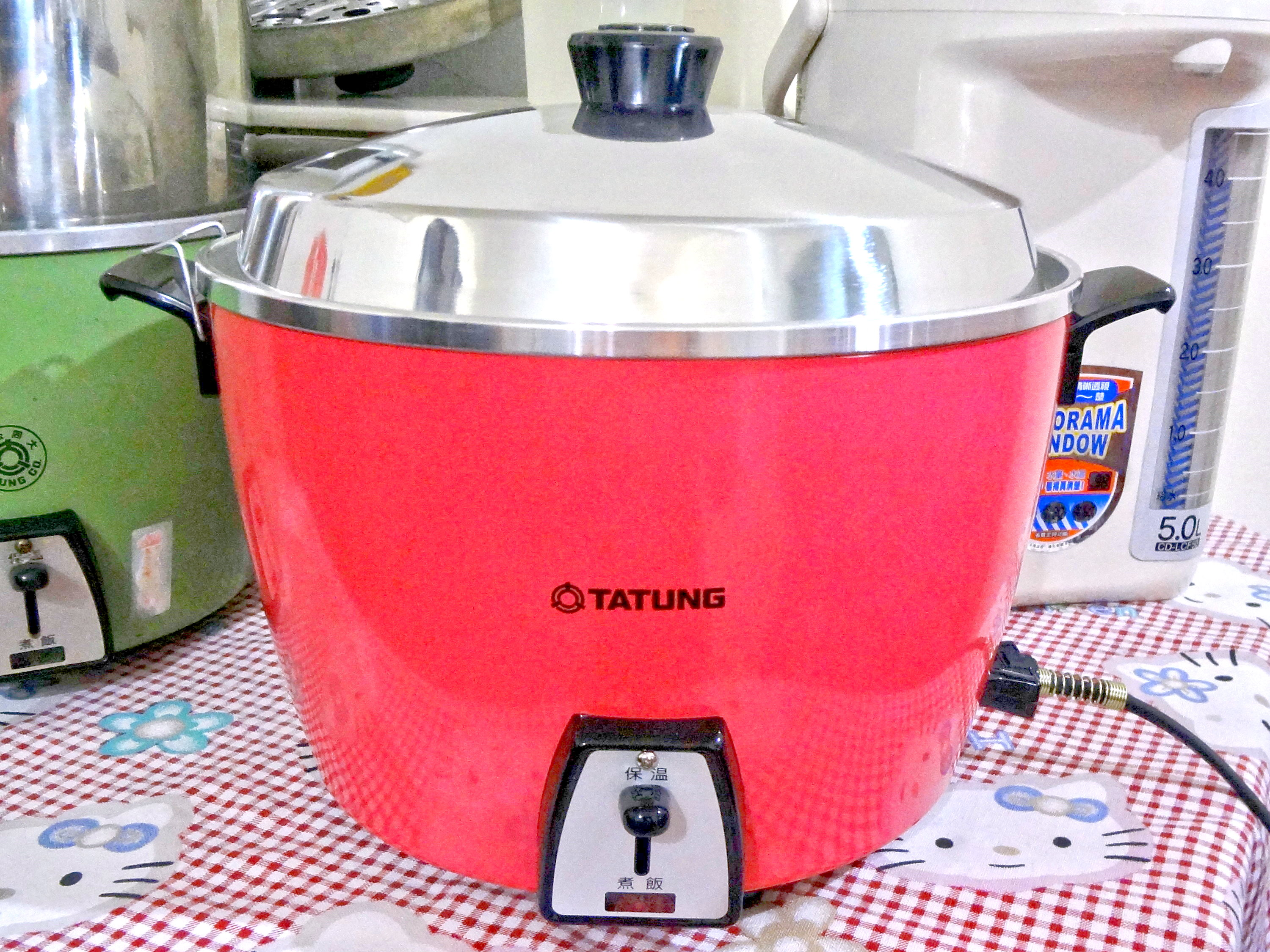
2015年大同桃紅色電鍋TAC-10L-SI。

大同電鍋是臺灣大同公司所設計及生產的電鍋，在臺灣的使用有數十年的歷史，再加上用戶的口碑宣傳與讚揚，使得大同電鍋成為臺灣電鍋市場中的一項經典產品。

## 簡介

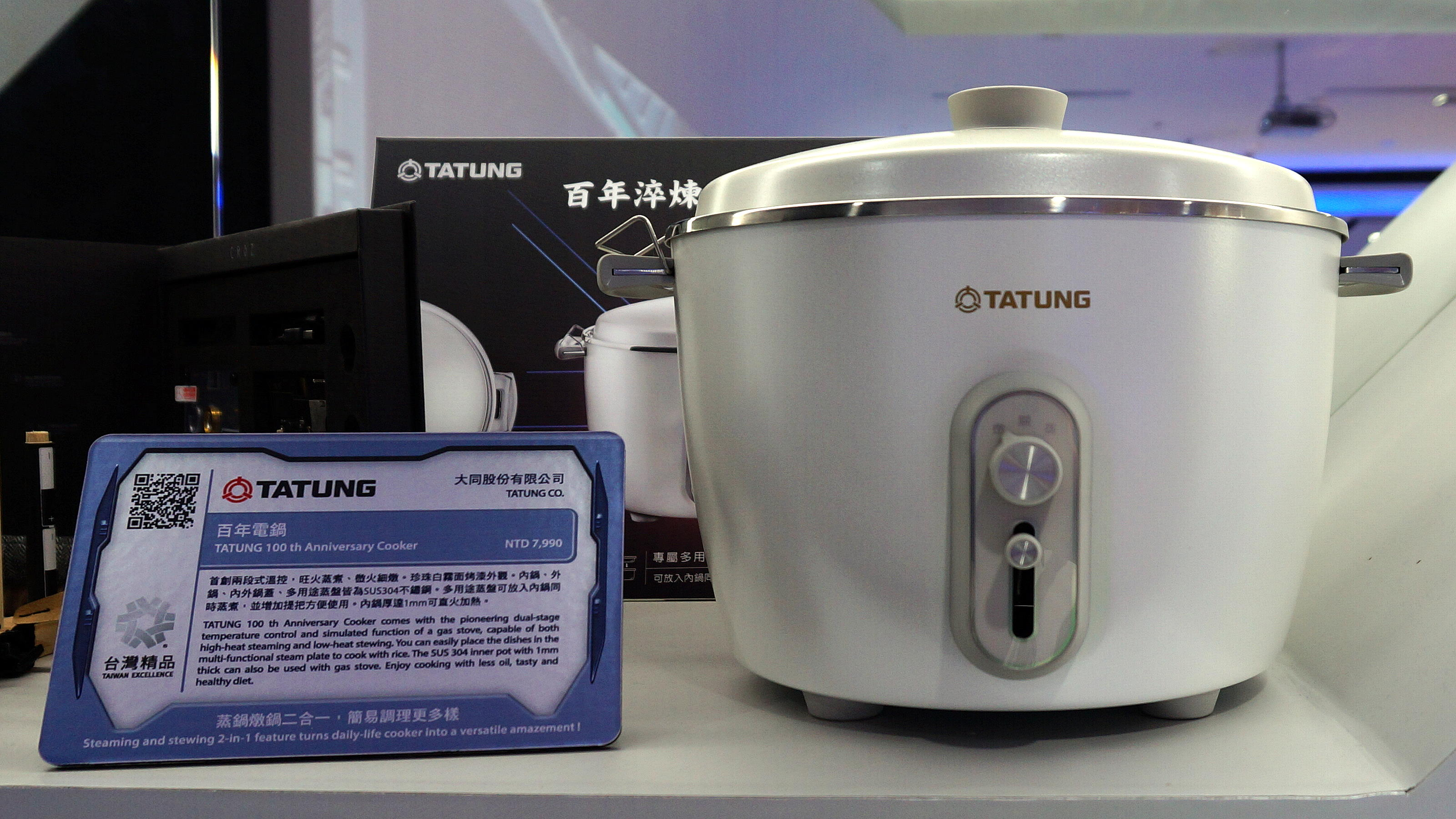
大同百年電鍋

大同公司與東芝技術合作（東芝即為歷史上第一個將電鍋成功商業化的廠商），1960年開始生產大同電鍋，為機械控制式。雖然和現今電子控制式的電鍋相比，大同電鍋的外觀和功能都非常舊式與單純，但在現在反而成為大同電鍋的特色。一如舊式的電鍋，大同電鍋分內外鍋，即要先在外鍋加水，然後將盛米的內鍋置於其中炊煮。
水蒸發殆盡後，電鍋會自動熄火，利用餘熱將食物燜熟。所以針對不同食材，水量多寡可以決定加熱時間，烹飪全程也不需要在一旁監看，是相當直覺使用的家用煮食電器。
大同電鍋在台灣之所以出名，除了它的歷史長久之外，許多用戶也都一致推崇其品質耐用及多用途，因而建立起良好的用戶口碑。機械控制式的簡單設計有利於降低故障率和成本，也使得大同電鍋在耐用之餘還一直能維持平實的售價，深入各種收入階層的用戶家庭。大同電鍋究竟如何耐用並沒有嚴謹可信的研究報告，但有一些用戶宣稱他們的大同電鍋已歷經數十年以上而仍正常運作，電源線相較之下反而成為消耗較快的零件（大同為此有獨立販售原廠電源線供用戶更換）。至於大同電鍋的多用途則比較接近生活常識，因為大同電鍋的運作原理即為水煮與汽蒸，所以許多大同電鍋的用戶除了炊煮米飯或稀飯之外，也使用大同電鍋烹調各種適合蒸、煮、燉、滷等烹飪方法的食餚，例如蒸饅頭、煮火鍋、燉中藥、滷肉等等，若再搭配內鍋架等配件，甚至可以在煮飯的同時煮另一道菜，用途不勝枚舉，因而有些用戶誇大地將大同電鍋冠以「萬能」之名。還有不少台灣學生出國留學時將大同電鍋列為必備行李。
2011年，大同公司舉行大同電鍋50週年紀念活動，同步推出限量999組金色電鍋。2016年，大同推出無水電鍋，主打方便又快速、經濟實惠。

## 獎項

### 台灣
台灣精品獎
- 2010年
  - 大同電鍋TAC-06K - 精品奬[1]
  - 大同電子鍋TRC-10CM - 精品奬[2]
- 2011年
  - 電鍋TAC-11KA - 精品奬[3]
  - 電子壓力鍋TCPC-50EA - 精品奬[4]
  - 壓力鍋TCPC-50EC - 精品奬[5]
  - 多功能燻製鍋TSC-10 - 精品奬[6]
- 2013年
  - 多功能電鍋TAC-03DW - 銀質奬[7]
  - 微電腦電鍋TAC-11EA - 精品奬[8]
- 2016年
  - 超美型電鍋TAC-03DS/TAC-03DI - 銀質奬[9]
  - 微電腦電鍋TAC-06EA(WI)/TAC-11EA(WI) - 銀質奬[10]
- 2017年
  - 無水鍋TSB-3016EA - 銀質奬[11]
  - 食譜APP - 精品奬[12]
  - 星球電鍋TAC-06HT - 銀質奬[13]
- 2018年
  - 晶鋼電鍋TAC-11HN-M - 精品奬[14]
  - 分離式電鍋TRC-M6-EA - 精品奬[15]
- 2019年
  - 百年電鍋TAC-11V-MW（創業100周年） - 銀質奬[16]

### 國外
日本好設計獎
- 2012年「Good Design Best100」獲奬（電鍋50周年 TAC-11A-50。負責包裝設計奇想創造的謝榮雅）[17][18]。
- 2016年「好設計獎」獲奬（無水鍋 TSB-3016EA）[19]

 美国美國傑出工業設計獎
- 2011年「IDEA 金獎」獲奬（電鍋50周年 TAC-11A-50。負責包裝設計奇想創造的謝榮雅。）[20][21]

 德国iF產品設計獎
- 2008年（TAC-10B）[22]
- 2016年（無水鍋 TSB-3016EA）[23]

 紅點設計大獎
- 2017年（分離式電子鍋TRC-M6EA）[24]

## 外部連結
- 一些用戶拍的大同電鍋照片 （页面存档备份，存于） - flickr
- Home 廚房調理 （页面存档备份，存于） 大同公司
- 大同電鍋50週年紀念活動 （页面存档备份，存于）